# Eva & Lola
Eva & Lola es una película argentina de 2010. Dirigida por Sabrina Farji, protagonizada por Celeste Cid y Emme

## Sinopsis
El padre de Eva (Celeste Cid) desapareció durante la última dictadura militar. Eva se entera de que los padres de su amiga Lola (Emme), con la que trabaja en el circo "Cabaret Punk", también desaparecieron y que, luego de nacer en un centro clandestino de detención, Lola fue apropiada por extraños. Eva ayuda a su amiga para que ella pueda escoger entre vivir en la mentira o buscar la verdad.

## Premios
- La película recibió el premio del público en el Festival Internacional de Mannheim-Heidelberg 2010.
- La película recibió el premio Mejor Actriz para las tres actrices Celeste Cid, Emme y Victoria Carreras, del Festival du Cinema Sud Americain en Marsella, Francia 2011

## Elenco
- Celeste Cid - Eva
- Emme - Lola
- Alejandro Awada - Daniel
- Jorge D'Elía - El Oso
- Victoria Carreras - Alma
- Willy Lemos - Sammy
- Claudia Lapacó - Beatriz
- Juan Minujín - Lucas
- Victoria Grigera - Fernanda
- Iván de Pineda - Iván
- Livia Fernán - Azucena
- Ramiro San Honorio - El proveedor